# Alberto Cinta
Alberto Emiliano Cinta Martínez (Ciudad de México, 5 de junio de 1970) es un economista, empresario, y político mexicano miembro fundador del Partido Nueva Alianza, del cual fue candidato a Jefe de Gobierno del Distrito Federal, posteriormente diputado federal en la VXI legislatura por el Partido Verde Ecologista de México, así como diputado en la Asamblea de Representantes del Distrito Federal en la VI legislatura. 
Alberto Cinta es licenciado en Economía egresado del Instituto Tecnológico Autónomo de México (ITAM) y tiene una maestría en Administración Pública y Política Económica en la École Nationale d'Administration en París, Francia y otra en Administración Pública en la Universidad de Harvard.
En 1996-1997 fue director general de Análisis de Opinión Pública en la Presidencia de la República y durante las campañas electorales de 2000 fue integrante del cuarto de guerra del candidato del PRI Francisco Labastida Ochoa y de 2003 a 2005 fue director general del Centro de Estudios Sociales y de Opinión Pública de la Cámara de Diputados. Ese año fue miembro fundador del Partido Nueva Alianza del que fue elegido Secretario General.
Fue candidato por el partido Nueva Alianza a Jefe de Gobierno del Distrito Federal en 2006.
Fue elegido diputado federal para el periodo de 2009 a 2012 por el Partido Verde Ecologista de México.
Fue elegido diputado a la Asamblea Legislativa del Distrito Federal de 2012 a 2015, por el Partido Verde Ecologista de México y por el PRI (Partido Revolucionario Institucional). 
Ha sido presidente de la comisión de Competitividad, secretario de la comisión Hacienda y Crédito Público, Radio, Televisión y Cinematografía, e integrante de las comisiones de Administración, Seguimiento a Nuevas Inversiones en Salud, Recursos del FONDEN y del Fondo de Reconstrucción de Entidades Federativas.  
Alberto Cinta ha sido profesor en el ITAM y en la Universidad Iberoamericana, y publicado artículos en diarios de circulación nacional; también ha colaborado en publicaciones académicas. 
Es también un emprendedor y empresario, socio fundador de Cinbersol, empresa líder en hospitalidad en México, operadora de restaurantes, centros nocturnos, club de negocios, y centros de espectáculos.